# Ryan Cullen
Ryan Cullen (Somerset, 26 marzo 1991) è un pilota automobilistico irlandese con passaporto anche britannico.
Nel 2017 ha vinto la Porsche GT3 Cup Medio Oriente e due anni dopo ha vinto la 24 Ore di Daytona nella classe LMP2.

## Carriera

### Monoposto e Porsche Supercup

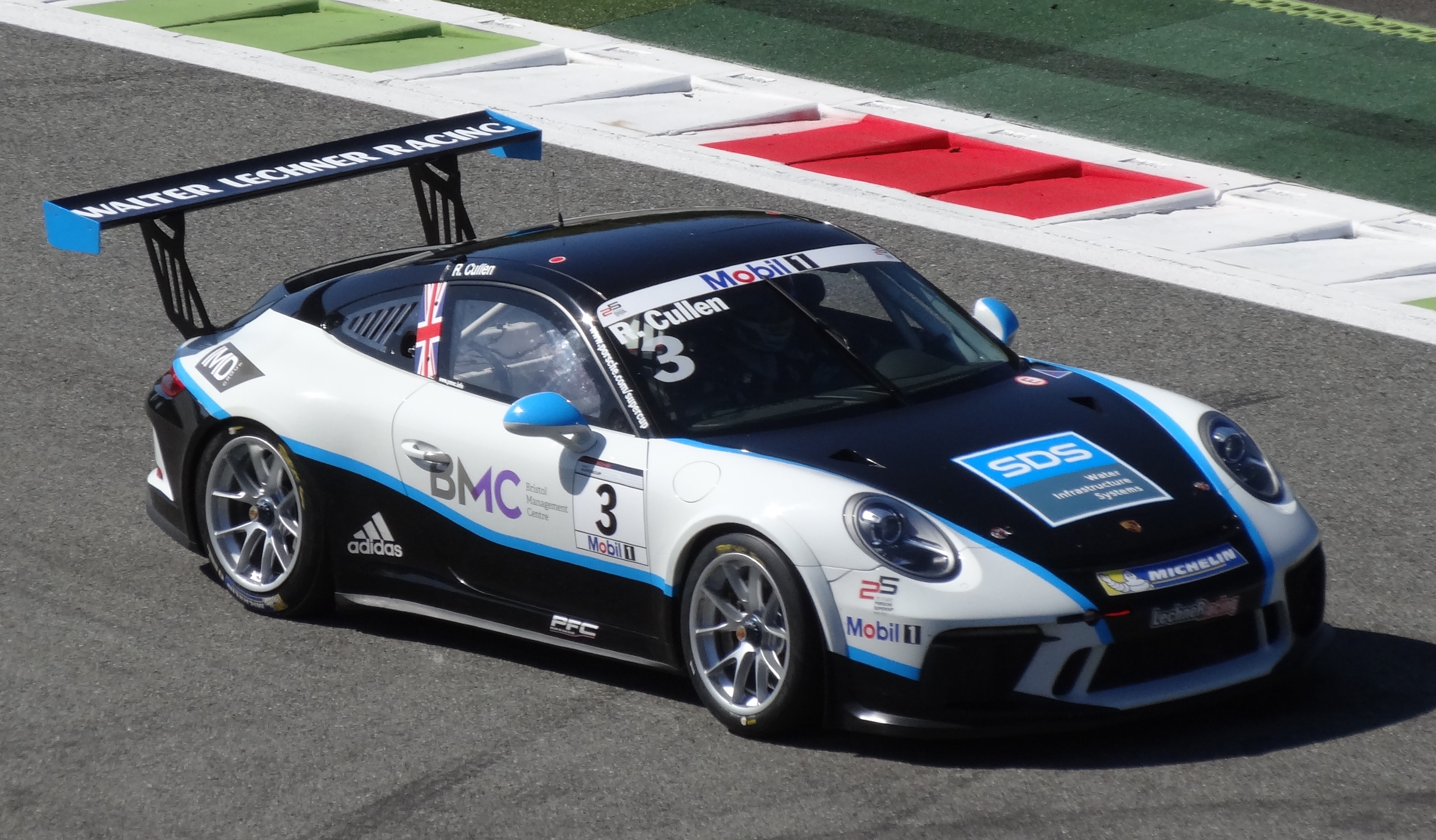
Ryan Cullen nel 2017 durante il round di Monza della Porsche Supercup

Nel 2012 Ryan Cullen esordisce in monoposto correndo nella Formula Ford britannica, piazzandosi sesto assoluto in classifica generale ottenendo tre podi. L'anno seguente firma per il team junior della Marussia Manor Racing per correre nella GP3 Series. Nel 2014 ottiene tre vittorie nella MRF Challenge e si laurea vicecampione nella serie, suo miglior risultato in monoposto. Nel resto dell'anno ritorna nella GP3 con il team Trident.
Dal 2015 lascia le corse a ruote a scoperte per passare alle competizioni GT. Cullen partecipa alla Porsche Supercup e altre serie nazionali, nel 2017 ha vinto la Porsche GT3 Cup del Medio Oriente.

### Endurance
Nel 2018 Cullen passa alla European Le Mans Series correndo nella classe LMP2 con il team APR - Rebellion Racing. Nella sua prima stagione nei prototipi, dove divide l'Oreca 07 con Gustavo Menezes e Harrison Newey, Ryan si dimostra molto costante ed ottiene il quinto posto nella 4 Ore di Silverstone. Inoltre, con il team Jackie Chan DC partecipa alla 6 Ore di Spa-Francorchamps, gara valida per il Campionato del mondo endurance.

Ryan Cullen alla guida dell'Oreca 07 del team Vector Sport durante la 24 Ore di Le Mans 2022

L'anno seguente rimane nella serie passando al team United Autosports, ottiene il suo primo podio arrivando terzo nella 4 Ore di Monza. Lo stesso anno prende parte per la prima volta alla 24 Ore di Le Mans sempre con il team United, ma il suo miglior risultato lo ottiene nella 24 Ore di Daytona dove ottiene la vittoria nella classe LMP2 insieme a Pastor Maldonado, Sebastián Saavedra e Roberto González.
Nel 2020 partecipa ai primi due round della European Le Mans Series guidando per DragonSpeed. Come nell'anno precedente partecipa a Le Mans, questa volta corre con G-Drive Racing dividendo l'Oreca 07 con Oliver Jarvis e Nick Tandy, ma non riesce a concludere la corsa. Torna a Le Mans anche nel 2021 correndo con Risi Competizione.
Nel 2022 si unisce al team Vector Sport partecipando al Campionato del mondo endurance insieme a Sébastien Bourdais e Nico Müller. L'equipaggio si dimostra molto costante, ottiene il terzo posto nella 6 Ore di Monza ed chiudono quattordicesimo in classifica. Per la stagione 2023 viene confermato dal team. Mentre nel 2024 rimasto con il team britannico passa alla European Le Mans Series.

## Risultati

### Risultati Porsche Supercup
| Anno    | Squadra                    | CAT | MON | RBR | SIL | HUN | SPA | SPA | MNZ | MNZ | COA | COA | Punti | Pos. |
| ------- | -------------------------- | --- | --- | --- | --- | --- | --- | --- | --- | --- | --- | --- | ----- | ---- |
| 2015    | VERVA Lechner Racing Team  |     |     |     | Rit | Rit | 19  | 12  | 20  | 22  | C   | 15  | 50    | 18º  |
| Anno    | Squadra                    | CAT | MON | RBR | SIL | HUN | HOC | SPA | MNZ | COA | COA |     | Punti | Pos. |
| 2016    | Lechner MSG Racing Team    | 13  | 14  | 7   | 20  | 8   | 14  | 14  | Rit | 14  | 14  |     | 55    | 11º  |
| Anno    | Squadra                    | CAT | CAT | MON | RBR | SIL | HUN | SPA | SPA | MNZ | MEX | MEX | Punti | Pos. |
| 2017    | Walter Lechner Racing Team | 21  | 16  | 12  | 12  | Rit | Rit | 15  | 11  | 6   | 9   | 9   | 41    | 11º  |
| Legenda |                            |     |     |     |     |     |     |     |     |     |     |     |       |      |

### Risultati European Le Mans Series
| Anno    | Squadra                | Classe | Vettura        | LEC | MNZ | RBR | SIL | SPA | POR | Punti | Pos. |
| ------- | ---------------------- | ------ | -------------- | --- | --- | --- | --- | --- | --- | ----- | ---- |
| 2018    | APR - Rebellion Racing | LMP2   | Oreca 07       | 15  | 8   | 6   | 5   | 15  | 12  | 23,25 | 12º  |
| Anno    | Squadra                | Classe | Vettura        | LEC | MNZ | CAT | SIL | SPA | POR | Punti | Pos. |
| 2019    | United Autosports      | LMP2   | Ligier JS P217 | 12  | 3   | 8   | 8   | 9   | 4   | 37,5  | 12º  |
| Anno    | Squadra                | Classe | Vettura        | LEC | SPA | LEC | MNZ | POR |     | Punti | Pos. |
| 2020    | DragonSpeed            | LMP2   | Oreca 07       | 8   | 14  |     |     |     |     | 4,5   | 24º  |
| Anno    | Squadra                | Classe | Vettura        | BAR | LEC | IMO | SPA | MUG | ALG | Punti | Pos. |
| 2024    | Vector Sport           | LMP2   | Oreca 07       | 10  | 10  | 3   | 8   | 12  | Rit | 21    | 15°  |
| Anno    | Squadra                | Classe | Vettura        | BAR | LEC | IMO | SPA | SIL | ALG | Punti | Pos. |
| 2025    | Vector Sport           | LMP2   | Oreca 07       | 3   |     |     |     |     |     | 15*   |      |
| Legenda |                        |        |                |     |     |     |     |     |     |       |      |

*Stagione in corso.

### Risultati 24 Ore di Le Mans
| Anno | Team                        | Co-Pilota                       | Auto                  | Classe | Giri | Pos. | Class Pos. |
| ---- | --------------------------- | ------------------------------- | --------------------- | ------ | ---- | ---- | ---------- |
| 2019 | United Autosports           | Alex Brundle Will Owen          | Ligier JS P217-Gibson | LMP2   | 348  | 19º  | 14º        |
| 2020 | G-Drive Racing with Algarve | Oliver Jarvis Nick Tandy        | Aurus 01-Gibson       | LMP2   | 105  | DNF  | DNF        |
| 2021 | Risi Competizione           | Oliver Jarvis Felipe Nasr       | Oreca 07-Gibson       | LMP2   | 275  | NC   | NC         |
| 2022 | Vector Sport                | Sébastien Bourdais Nico Müller  | Oreca 07-Gibson       | LMP2   | 357  | 27º  | 22º        |
| 2023 | Vector Sport                | Gabriel Aubry Matthias Kaiser   | Oreca 07-Gibson       | LMP2   | 324  | 15º  | 7º         |
| 2024 | Vector Sport                | Patrick Pilet Stéphane Richelmi | Oreca 07-Gibson       | LMP2   | 297  | 19º  | 5º         |
| 2025 | RLR M Sport                 | Patrick Pilet Michael Jensen    | Oreca 07-Gibson       | LMP2   | 362  | 29º  | 12º        |

### Risultati 24 Ore di Daytona
| Anno | Team        | Co-piloti                                            | Auto            | Classe | Giri | Pos. | Class Pos. |
| ---- | ----------- | ---------------------------------------------------- | --------------- | ------ | ---- | ---- | ---------- |
| 2019 | DragonSpeed | Pastor Maldonado Sebastián Saavedra Roberto González | Oreca 07-Gibson | LMP2   | 582  | 6°   | 1º         |

### Campionato del mondo endurance
| Anno    | Squadra        | Classe | Vettura         | SPA | LMS | SIL | FUJ | SHA | SEB | SPA | LMS | Punti | Pos. |
| ------- | -------------- | ------ | --------------- | --- | --- | --- | --- | --- | --- | --- | --- | ----- | ---- |
| 2018-19 | Jackie Chan DC | LMP2   | Oreca 07-Gibson |     |     |     |     |     |     | 6   |     | 8     | 16º  |
| Anno    | Squadra        | Classe | Vettura         | SEB | SPA | LMS | MON | FUJ | BHR |     |     | Punti | Pos. |
| 2022    | Vector Sport   | LMP2   | Oreca 07-Gibson | NC  | 10  | 13  | 3   | 9   | 9   |     |     | 21    | 14º  |
| Anno    | Squadra        | Classe | Vettura         | SEB | ALG | SPA | LMS | MON | FUJ | BHR |     | Punti | Pos. |
| 2023    | Vector Sport   | LMP2   | Oreca 07-Gibson | 9   | 12  | Rit | 5   | Rit | 7   | NC  |     | 29    | 16°  |
| Legenda |                |        |                 |     |     |     |     |     |     |     |     |       |      |

* Stagione in corso.